# Hymne d'Oxyrhynque
L’Hymne d'Oxyrhynque est une hymne chrétienne à la Trinité. Il se trouve sur le papyrus d'Oxyrhynque 1786, conservé à la Bibliothèque Sackler d'Oxford (inventaire P. Oxy. XV 1786). Découvert en 1918 et publié en 1922, il s'agit du manuscrit chrétien le plus ancien que l'on connaisse contenant à la fois paroles et notation musicale : l'hymne fut écrit environ à la fin du IIIe siècle.
Il faisait sans doute partie du répertoire copte mais a disparu du répertoire contemporain. Il suppose sans doute l'usage d'instruments de musique, cependant les Pères avant le Concile de Nicée réprouvaient l'usage de musique instrumentale dans l'Église. Le texte invoque le silence où la Sainte Trinité puisse être louée. La musique est écrite en notation grecque hypolydienne diatonique avec un ambitus et emploie le symbole rythmique macron (disème), leimma + macron, stigme, hyphène et colon. Le mètre de l'hymne est essentiellement anapaétique, malgré quelques irrégularités. Il est considéré comme l'unique pièce de musique chrétienne conservée de Grèce ancienne.

## Texte

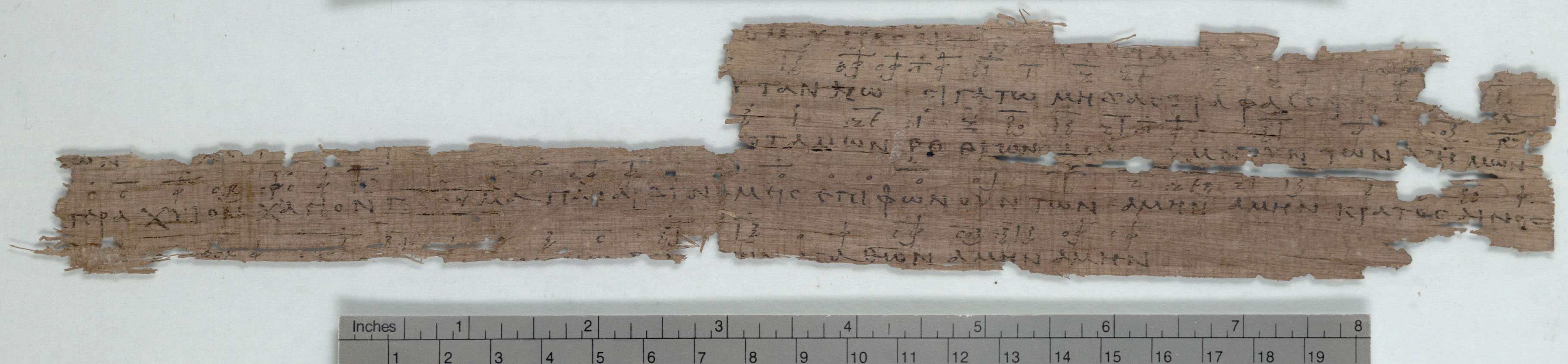
Hymne d'Oxyrhynque.

## Texte[2]
Que le silence se fasse
Que les étoiles lumineuses cessent de briller
Que les vents (?) et toutes les bruyantes rivières s'assoupissent
Et, tandis que nous célébrons le Père, le Fils et le Saint-Esprit
Que tous les pouvoirs ajoutent “Amen, Amen”
Empire, prie toujours, et gloire au Dieu
Le seul bienfaiteur, Amen, Amen.

## Interprétations
- Fichiers Midi
- Interprétation de type monastique
- CD Musique de la Grèce antique, Atrium Musicae de Madrid, Gregorio Paniagua, Harmonia Mundi, HMA 1951015, 1979 et 2000.
- CD De la Pierre au son : musiques de l'Antiquité grecque (Ancient Greek Music) , Ensemble Kérylos, dir. Annie Bélis (K617-069). Une restitution de la musique antique d'après le déchiffrement des papyrus, des inscriptions et des "codex" médiévaux, jouée sur des instruments reconstitués d'après les modèles antiques.
- CD D'Euripide aux premiers chrétiens, piste 15, sous le titre Hymne à la Trinité, Ensemble Kérylos, dir. Annie Bélis (2016).